# أمينة كاشاليا
أمينة كاشاليا (بالإنجليزية: Amina Cachalia)‏، (28 يونيو 1930 - 31 يناير 2013) كانت ناشطة في جنوب إفريقيا ضد الفصل العنصري، وناشطة في مجال حقوق المرأة، وسياسية. كانت صديقة قديمة وحليفة لرئيس جنوب إفريقيا السابق نيلسون مانديلا. وكان زوجها الراحل الناشط السياسي يوسف كاشاليا. ابنها غالب كاشاليا، سياسي في التحالف الديمقراطي.

## الحياة المُبكرة
وُلدت كاشاليا أمينة أسفات، في الترتيب التاسع من أحد عشر طفلاً في فيرينجنغ، جنوب إفريقيا، في 28 يونيو 1930. كان والداها نُشطاء سياسين إبراهيم وفاطمة أسفات. شقيقتها، زينب أسفات، كانت ناشطة. بدأت في حملتها ضد الفصل العنصري والتمييز العنصري في سن المراهقة. أصبحت ناشطة في مجال حقوق المرأة، وغالبًا ما تُركز على القضايا الاقتصادية، مثل الاستقلال المالي للمرأة.